# Espins
Espins – miejscowość i gmina we Francji, w regionie Normandia, w departamencie Calvados.
Według danych na rok 1990 gminę zamieszkiwało 199 osób, a gęstość zaludnienia wynosiła 43 osoby/km² (wśród 1815 gmin Dolnej Normandii Espins plasuje się na 687. miejscu pod względem liczby ludności, natomiast pod względem powierzchni na miejscu 915.).